# Arkansas
Arkansas (pronúncia em inglês ar-kan-só, com s final mudo, (/ˈɑrkənsɔː/)) – na sua forma aportuguesada Arcansas – é um dos 50 Estados dos Estados Unidos, localizado na região sudeste do país. Limita-se ao norte com o Missuri, ao sul com a Luisiana, a leste com o Tennessee, a oeste com Oklahoma, a sudeste com o Mississípi e a sudoeste com o Texas. Com quase 138 mil quilômetros quadrados, é o 29º maior estado americano em área do país.

## Demografia
O censo de 2000 estimou a população do Arkansas em 2 673 400 habitantes, um crescimento de 13,7% em relação à população do estado em 1990, de 2 350 725 habitantes. Uma estimativa realizada em 2005 estima a população do Arkansas em 2 779 154 habitantes, um crescimento de 18,2% em relação à população em 1990; de 4% em relação à população em 2000; e de 1,1% em relação à população estimada em 2004.
O crescimento populacional natural do Arkansas entre 2000 e 2005 foi de 52 214 habitantes - 198 800 nascimentos menos 146 586 óbitos - o crescimento populacional causado pela imigração foi de 21 947 habitantes, enquanto que a migração interestadual resultou no ganho de 35 664 habitantes. Entre 2000 e 2005, a população do Arkansas cresceu em 35 664 habitantes, e entre 2004 e 2005, em 20 320 habitantes. Estima-se que 48,8% da população sejam pessoas do sexo masculino, e 51,2% do sexo feminino.

### Raças e etnias
Composição racial da população do Arkansas:
- 74,5% – brancos não-hispânicos
- 15,4% – afro-americanos
- 3,2% – hispânicos ou de origem latina
- 1,2% – asiáticos
- 0,8% – índios-americanos e pessoas nativas do alasca
- 2,0% – multi-racial (duas ou mais raças)

Os cinco maiores grupos étnicos do Arkansas são norte-americanos (que formam 15,9% da população), afro-americanos (14,2%) irlandeses (9,5%), alemães (9,3%) e ingleses (7,9%).

### Religião
Percentagem da população do Arkansas por afiliação religiosa:
- Cristianismo – 86%
  - Protestantes – 78%
    - Igreja Batista – 39%
    - Igreja Metodista – 9%
    - Igreja Pentecostal – 6%
    - Igreja Presbiteriana – 2%
    - Outras afiliações protestantes – 24%

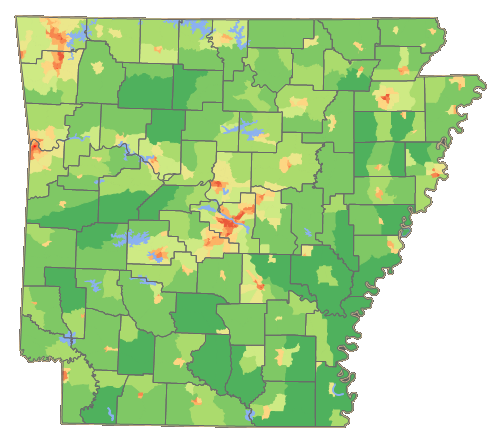
Distribuição da densidade populacional do Arkansas.

  - Igreja Católica Romana – 7%
  - Outras afiliações cristãs – 1%
- Outras religiões – 1%
- Não-religiosos – 14%

### Principais cidades
- Fayetteville
- Blytheville
- North Little Rock
- Fort Smith
- El Dorado
- Hot Springs
- Little Rock
- Pine Bluff
- Texarkana

## Educação
O governo do Território do Arkansas, cedeu terras em cada um dos condados do território para a construção de escolas, embora não fornecesse verbas, deixando a responsabilidade da construção das escolas para terceiros.
A primeira escola pública do Arkansas foi fundada em 1820, em Russellville. O território passou a fornecer verbas para a construção de escolas a partir de 1829. Em 1843, já como estado, o governo aprovou a criação de um sistema estadual de escolas públicas, e tornou mandatória a atendência escolar a partir de 1909. Em 1948, o Arkansas decidiu fundir diversos distritos escolares entre si, diminuindo o número de distritos escolares de cerca de 1,6 mil para aproximadamente 300.

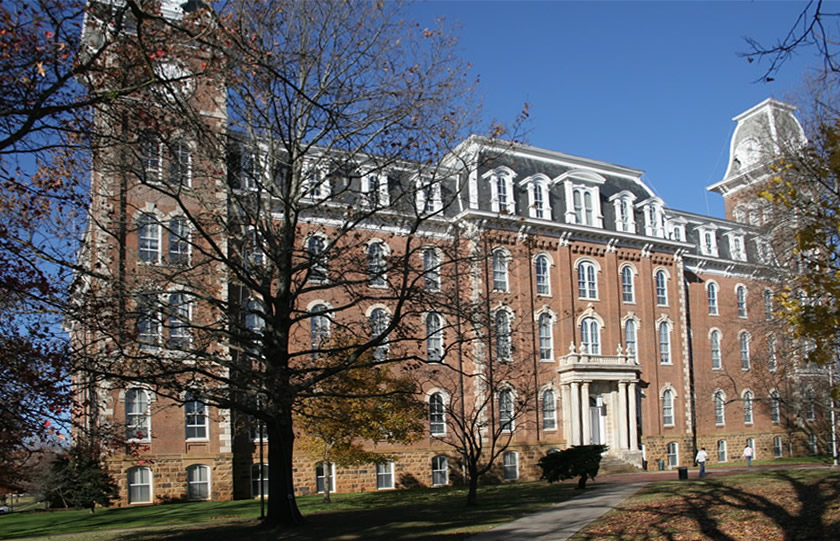
Universidade do Arkansas, em Fayetteville.

Atualmente, todas as instituições educacionais no Arkansas precisam seguir regras e padrões ditadas pelo Departamento de Educação do Arkansas. Este departamento controla diretamente o sistema de escolas públicas do estado, que está dividido em diferentes distritos escolares. O conselho é composto por nove membros escolhidos pelo governador, e sujeito à aprovação do Senado. Os nove membros então escolhem o diretor de educação do estado, que precisa ser ser aprovado pelo governador. Cada cidade primária (city), diversas cidades secundárias (towns) e cada condado, é servida por um distrito escolar. Nas cidades, a responsabilidade de administração do sistema escolar público é dos distritos municipais, enquanto que em regiões menos densamente habitadas, esta responsabilidade é dos distritos escolares operando em todo o condado em geral. O Arkansas não permite a operação de escolas charter - escolas públicas independentes, que não são administradas por distritos escolares, mas que dependem de verbas públicas para operarem. O atendimento escolar é compulsório para todas as crianças e adolescentes com mais de cinco anos de idade, até a conclusão do segundo grau ou até os dezesseis anos de idade.
Em 1999, as escolas públicas do Arkansas atenderam cerca de 451 mil estudantes, empregando aproximadamente 31,4 mil professores. Escolas privadas atenderam cerca de 26,4 mil estudantes, empregando aproximadamente 2,1 mil professores. O sistema de escolas públicas do estado consumiu cerca de 2,241 bilhões de dólares, e o gasto das escolas públicas foi de aproximadamente 5,2 mil dólares por estudante. Cerca de 80,9% dos habitantes com mais de 25 anos de idade possuem um diploma de segundo grau, uma das taxas mais baixas no país.
A primeira biblioteca do Arkansas, uma biblioteca privada, foi fundada em 1844, em Little Rock. A primeira biblioteca pública do Arkansas foi fundada em 1853, em Helena. Atualmente, o Arkansas possui 43 sistemas de bibliotecas públicas, que movimentam anualmente cerca de 4,1 livros por habitante.
A primeira instituição de educação superior do Arkansas foi a Universidade do Arkansas, fundada em 1871, em Fayetteville. A Universidade do Arkansas atualmente faz parte do Sistema de Universidades do Arkansas, o sistema estadual de educação superior do Arkansas, e a maior do estado. Atualmente, o Arkansas possui 46 instituições de educação superior, dos quais 33 são públicas e 13 são privadas.

## Transportes e telecomunicações

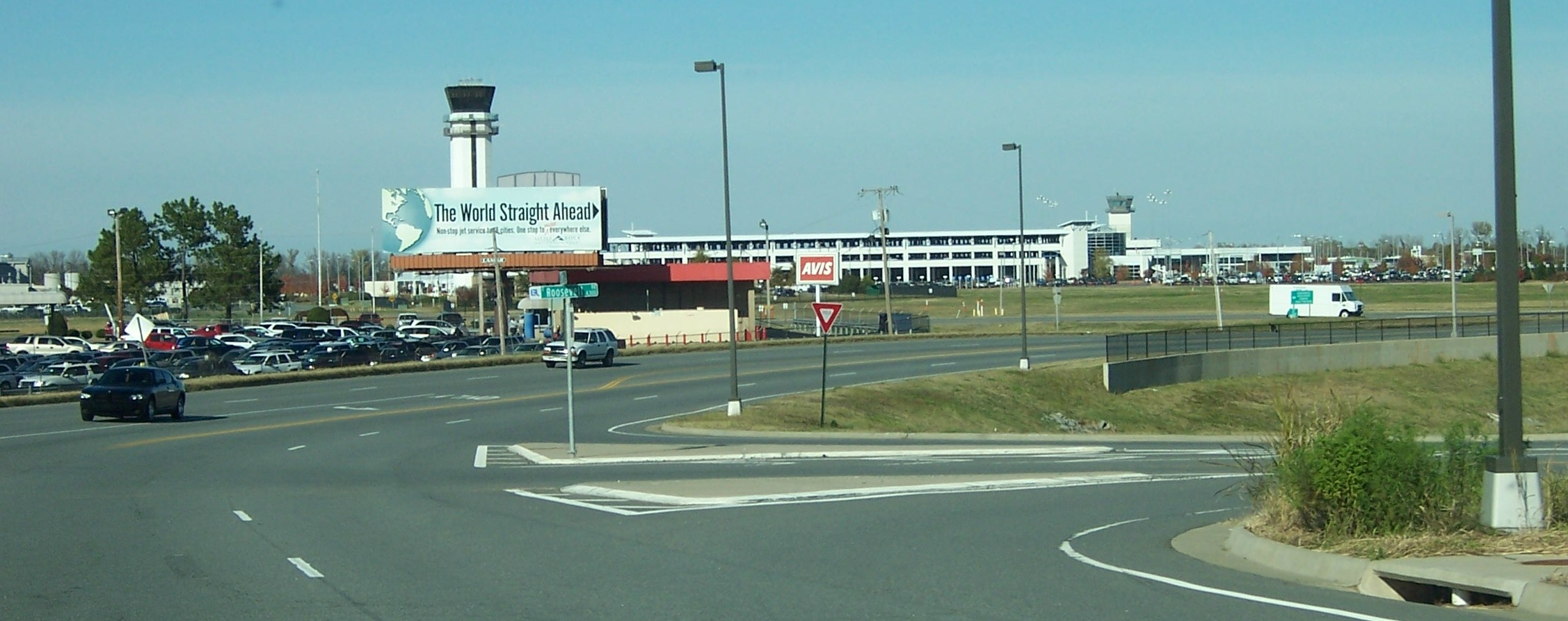
Aeroporto Nacional Clinton em Little Rock.

O principal centro de transportes do Arkansas é Little Rock. Em 2002, o Arkansas possuía 2 665 quilômetros de ferrovias. Em 2003 o estado possuía 158 586 quilômetros de vias públicas, dos quais 1 056 quilômetros eram rodovias interestaduais, parte do sistema rodoviário federal dos Estados Unidos.
O primeiro jornal do Arkansas foi o Arkansas Gazette, que foi publicado pela primeira vez em 1819, em Arkansas Post. Atualmente, 125 jornais são publicados no estado; deles, 29 são diários.
A primeira estação de rádio do Arkansas foi fundada em 1920, em Pine Bluff. A primeira estação de televisão foi fundada em 1953, em Little Rock. Atualmente, o Arkansas possui 153 estações de rádio - dos quais 62 são AM e 91 são FM - e 16 estações de televisão.

## Esportes

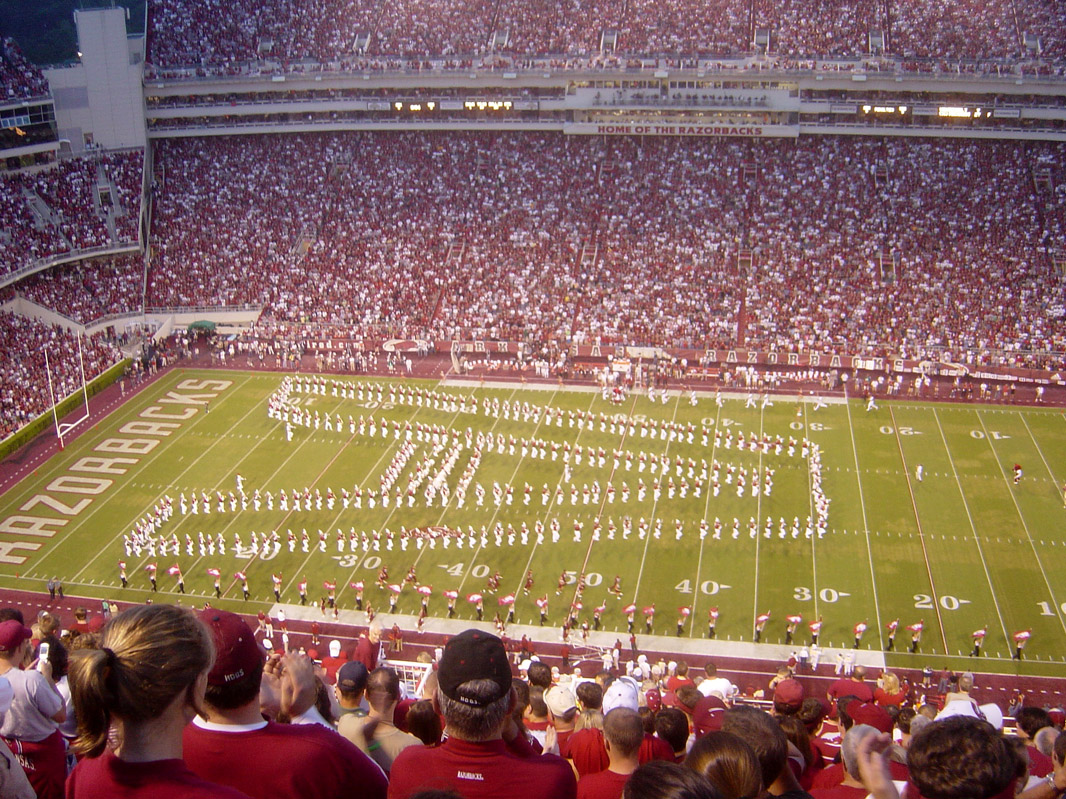
Donald W. Reynolds Razorback Stadium em Fayetteville.

O estado não possui nenhum time profissional nas quatro grandes ligas do país, mas no beisebol doi times do estado disputam a liga menor Texas League o Arkansas Travelers e o Northwest Arkansas Naturals, no futebol americano universitário se detaca o time do Arkansas Razorbacks football da Universidade do Arkansas.

## Cultura

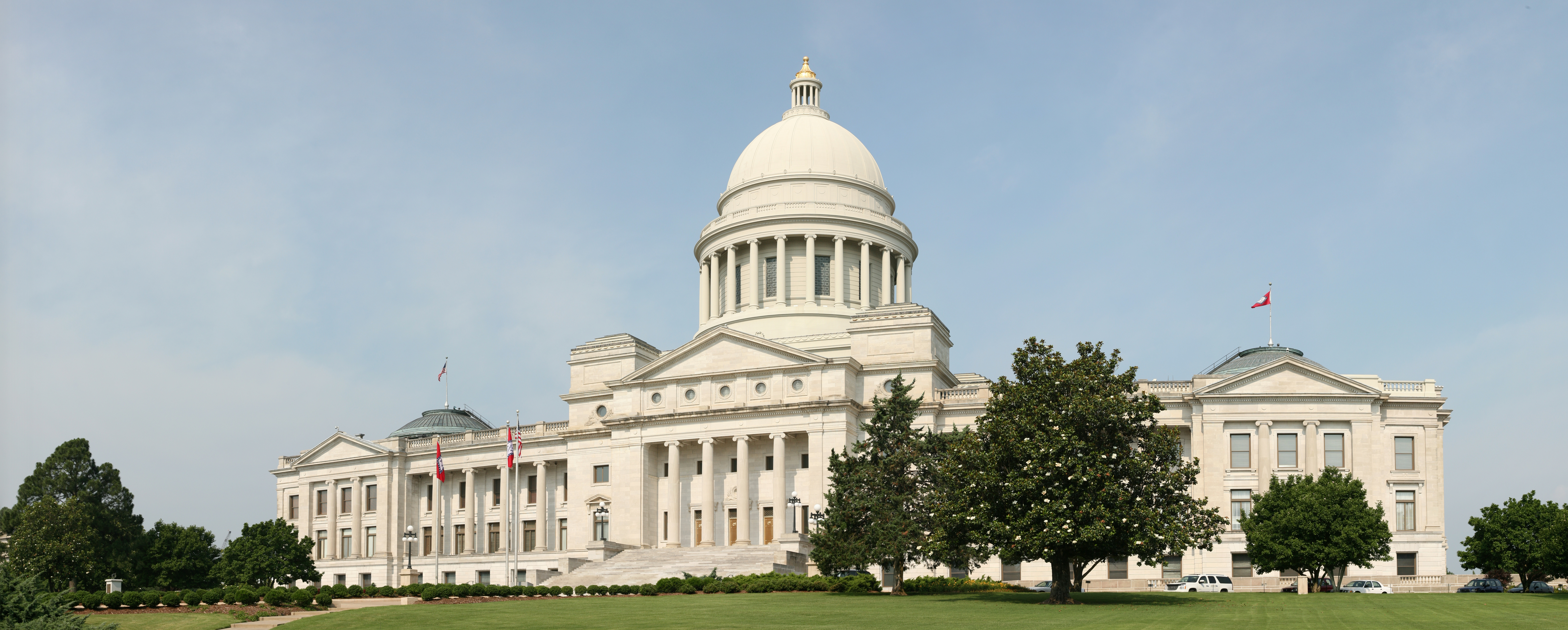
Capitólio Estadual do Arkansas.

### Símbolos do estado
- Árvore: pinha Pinheiro
- Bebida: Leite
- Cognomes:
  - Natural State
  - Bear State (não oficial)
  - Land of opportunity (não oficial)
  - Wonder State (não oficial)
- Dança: Quadrilha
- Dinossauro:  Arkansaurus fridayi
- Flor: Flor de Maçã
- Fruta: Tomate
- Gema: Diamante
- Inseto: Abelha
- Lema: Regnat populus (do latim: O povo governa)
- Mamífero: Veado-de-cauda-branca
- Mineral: Quartzo
- Músicas: funk
  - Arkansas
  - Oh, Arkansas
- Pássaro: Sabiá
- Pedra: Bauxita
- Slogan: The natural state (O estado natural)